# Wassersalat
Der Wassersalat (Pistia stratiotes), auch Grüne Wasserrose oder Muschelblume genannt, ist die einzige Pflanzenart der Gattung Pistia innerhalb der Familie der Aronstabgewächse (Araceae). Diese Schwimmpflanze ist weltweit in tropischen und subtropischen Zonen in Süßwasser zu finden. Sie wurde als Zierpflanze sowohl in Teichen als vor allem auch in der Aquaristik verwendet, was jedoch seit 2024 in der EU verboten ist.

## Beschreibung
Der Wassersalat ist eine aquatisch lebende, stängellose, ausdauernde krautige Pflanze. Sie bildet eine Vielzahl langer Wurzeln. Die wechselständig und spiralig in einer Rosette angeordneten Laubblätter sind ungestielt. Die blass-grüne, schwammige, dicht mit feinen, aus wenigen Zellen bestehenden Trichomen besetzte Blattspreite ist bei einer Länge von 4 bis 5 cm breit verkehrt-eiförmig mit einem breit abgerundetem oberen Ende und ausgebuchtetem Rand.

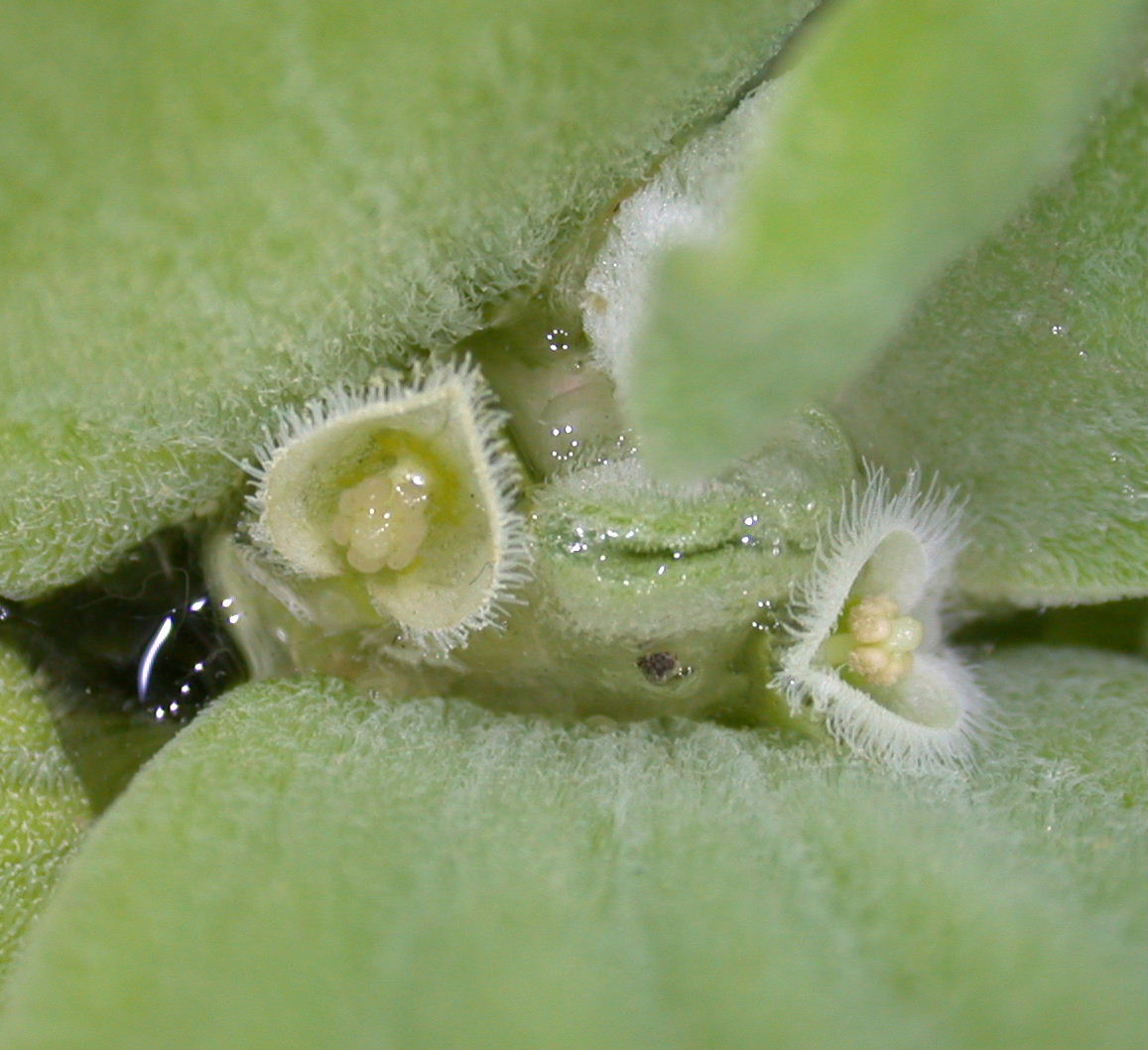
Blütenstände des Wassersalates

Der Blütenstand steht an einem kurzen Stiel in der Achsel eines inneren Rosettenblattes. Jeder Blütenstand ist von einem weißlichen Hochblatt (= Spatha). umgeben, das auf der Innenseite unbehaart, auf der Außenseite filzig behaart ist. Die Spatha ist in der Mitte eingeschnürt. Unterhalb der Einschnürung sitzt eine einzelne, stark reduzierte weibliche Blüte, im oberen Bereich meist 5–8 ringförmig angeordnete männliche Blüten. Die weiblichen Blüten besitzen einen einzelnen, einkammerigen, eiförmigen Fruchtknoten mit einer Vielzahl von eng stehenden Samenanlagen, die orthotroph (senkrecht) in 4 bis 6 Reihen angeordnet sind. Der Griffel ist kurz und trägt eine kugelige Narbe. Die männlichen Blüten bestehen aus jeweils zwei Staubgefäßen, die leicht miteinander verwachsen sind, die Staubbeutel öffnen sich mit zwei vertikalen Schlitzen.
Die kleine, eiförmige Beere enthält wenige bis viele Samen. Die Frucht springt unregelmäßig auf und gibt so die Samen frei. Die Samen sind zylindrisch geformt, an der Spitze leicht abgeschnitten und in der Mitte sind sie ausgehöhlt.
Die Chromosomenzahl beträgt 2n = 28.

## Ökologie
Die Benetzbarkeit der Blattoberfläche ist durch die starke Behaarung gering und auftreffendes Wasser perlt ab. Hierbei handelt es sich aber nicht um den Lotuseffekt, sondern eher um den Salvinia-Effekt.

## Vorkommen
Der Wassersalat kommt in den Tropen und Subtropen der Alten und Neuen Welt vor, in Amerika reicht sein Verbreitungsgebiet im Norden bis in das südliche Texas und nach Florida. Es handelt sich um eine sehr alte, genetisch isolierte Entwicklungslinie.
Der Wassersalat ist meist in stehendem Süßwasser, meist am Rand von Seen und Teichen zu finden. Meist findet man ihn in Höhenlagen von bis zu 1200 Meter, gelegentlich ist er auch in höheren Lagen zu finden.
Seit 2008 breitet sich der Wassersalat als Neophyt in der Erft in Nordrhein-Westfalen aus. Durch Sümpfungswasser, welches zur Trockenlegung des nahegelegenen Braunkohletagebaus in die Erft geleitet wird, sinkt im Winter die Wassertemperatur nicht unter 10 °C, wodurch der Wassersalat auch bei Frost nicht zurückfriert.
Die Art ist laut Verbreitungsangaben des BfN auch am Rhein nachgewiesen, dort allerdings meist unbeständig.

### Eintrag auf der Unionsliste
Die Art ist Bestandteil der Liste invasiver gebietsfremder Arten von unionsweiter Bedeutung der EU. Erzeugern wurde jedoch eine Übergangsfrist bis zum 2. August 2024 eingeräumt. Ab diesem Zeitpunkt sind verpflichtend Maßnahmen zur Kontrolle der Art nötig. Ein- und Ausbringen, Befördern, Halten, Vermehren und Freisetzen sind damit verboten.

## Aquaristik
In der Aquaristik wird der Wassersalat entweder unter seinem wissenschaftlichen Namen oder der deutschen Bezeichnung Muschelblume genannt. Er war eine beliebte Schwimmpflanze, die sich an vielseitige Wasserwerte anpassen konnte und angesichts ihrer Vermehrungsfreudigkeit einfach zu kultivieren war. Als schnellwachsende Pflanze half sie auch, auf natürliche Weise der Algenbildung im Aquarium entgegenzuwirken.